# Толкова богати бедняци
„Толкова богати бедняци“ (на испански: Qué pobres tan ricos) е мексиканска теленовела от 2013 г., режисирана от Бенхамин Кан и Родриго Ернандес, и продуцирана от Роси Окампо за Телевиса. Адаптация е на колумбийската теленовелата Pobres Rico от 2012 г., създадена от Адриана Лоренсон и Хуан Мануел Касерес.
В главните роли са Сурия Вега и Хайме Камил, а в отрицателните – Марк Тачер, Ингрид Марц, Ракел Панковски и Тиаре Сканда. Специално участие вземат Мануел „Флако“ Ибаниес, Силвия Паскуел, Артуро Пениче, Агустин Арана и първата актриса Кета Лават.

## Сюжет
Това е история за любов, романтика, разногласия и множество забавни срещи между две семейства, които нямат нищо общо помежду си, но сега те са принудени да живеят в една и съща къща. Едното семейство е Руиспаласиос, милионери по произход, а другото – Менчака, класическо семейство от квартала.
Всичко започва от неспособността на баба Мати Руиспаласиос да ръководи семейния бизнес. Поради тази причина, любимият ѝ внук Мигел Анхел, който от единадесет години живее в Лондон, трябва да се върне в Мексико за четенето на завещанието на дядо си, дон Аурелиано, което гласи, че този от внуците му ще наследи консорциума, който пръв се задоми и има син.
Тогава, Мигел Анхел, без да иска, печели най-амбициозния си враг в лицето на братовчед си Алехо. Алехо го замесва в измама и това погубва богатството на Мигел Анхел и семейството му, от което им остава само терен в квартал „Нопалера“, където живеят Менчака.
Дон Чуи Менчака е бивш боец с прякора „Синът на Суматра“, който в продължение на много години се среща с дон Аурелиано, на когото изплаща имота малко по малко. Въпреки това, след смъртта на богатия бизнесмен, дългът не бива уреден, така че дон Чуи не разполага с документи. В допълнение към дома си, бившият боец е създал скромна фитнес зала, която днес носи на семейството скромни доходи. Дон Чуи планира да превърне фитнеса в типична мексиканска кръчма с помощта на децата си – Хосе Тисок, Перла Ивет и най-голямата си дъщеря Лупита, която има син, Емилиано, който е любимецът на дядо си. Принуден от обстоятелствата, дон Чуи няма друг избор, освен да приеме Мигел Анхел и семейството му.
От друга страна, останал без изход и пари, Мигел Анхел Руиспаласиос пристига да живее, или по-точно – да страда, в „Нопалера“ заедно със семейството си – майка му Ана София, ексцентрична дама от висшето общество, която прави благотворителни събития, презираща всеки, който не е от нейната класа, брат му Леонардо, класически женкар, изучавал изкуство в Ню Йорк, и Фрида, по-малката му сестра, девойка, съпричастна с несгодите в обществото, но все пак свикнала да живее в комфорт и лукс.
Сблъсъкът между навиците и обичаите на всяко семейство е неизбежен в тази хаотична и забавна среда. Лупита Менчака и Мигел Анхел Руиспаласиос се превръщат в медиаторите на семействата. Двамата се влюбват и заедно се справят с всички препятствия, които застават пред тях.

## Актьори
Част от актьорския състав:
- Сурия Вега – Мария Гуадалупе „Лупита“ Менчака Мартинес
- Хайме Камил – Мигел Анхел Руиспаласиос Ромагноли
- Марк Тачер – Алехо Руиспаласиос Саравиа
- Артуро Пениче – Непомусено „Непо“ Ескандиондас Родригес
- Сесилия Габриела – Рита Реболедо
- Силвия Паскуел – Ана София Ромагноли Толентино вдовица де Руиспаласиос
- Мануел „Флако“ Ибаниес – Хесус Менчака
- Ингрид Марц – Минерва Фонтанет Бланко
- Тиаре Сканда – Вилма Теран Санде
- Агустин Арана – Саул Байестерос
- Ракел Панковски – Исела Бланко вдовица де Фонтанет и вдовица де Салватиера
- Кета Лават – Доня Матилде Алварес вдовица де Руиспаласиос
- Габи Меядо – Макарена Лареа
- Абрил Ривера – Перла Ивет Менчака Мартинес
- Хосе Едуардо Дербес – Диего Армандо Ескандиондас Ребойедо
- Мануел Гисар – Дон Саломон Ладино
- Омеро Феруска – Брандон

## Премиера
Премиерата на Толкова богати бедняци е на 11 ноември 2013 г. по Canal de las Estrellas. Последният 166. епизод е излъчен на 29 юни 2014 г.

## Награди и номинации
Награди TVyNovelas (Мексико) 2015
| Категория                           | Номиниран(а)           | Резултат   |
| ----------------------------------- | ---------------------- | ---------- |
| Най-добра теленовела                | Роси Окампо            | Номинирана |
| Най-добра актриса в главна роля     | Сурия Вега             | Номинирана |
| Най-добър пръв актьор               | Мануел „Флако“ Ибаниес | Печели     |
| Най-добра актриса в поддържаща роля | Силвия Паскуел         | Номинирана |
| Най-добър актьор в поддържаща роля  | Артуро Пениче          | Номиниран  |
| Най-добра млада актриса             | Наташа Дупейрон        | Номинирана |
| Най-добър млад актьор               | Хосе Едуардо Дербес    | Печели     |

| Година | Церемония        | Категория                | Номинация                | Резултат   |
| ------ | ---------------- | ------------------------ | ------------------------ | ---------- |
| 2014   | Награди Juventud | ¡Está buenísimo!         | Хайме Камил              | Номиниран  |
| 2014   | Награди Juventud | Най-добра музикална тема | Mi tesoro от Jesse & Joy | Номинирани |

Награди ACE (Ню Йорк)
| Година | Категория            | Номинация                      | Резултат |
| ------ | -------------------- | ------------------------------ | -------- |
| 2014   | Най-добра теленовела | Роси Окампо                    | Печели   |
| 2014   | Най-добра режисура   | Бенхамин Кан и Родриго Саунбос | Печелят  |